# Scott Banks
Pour les articles homonymes, voir Banks.
Scott Banks, né le 26 septembre 2001 à Linlithgow, est un footballeur écossais qui joue au poste d'ailier au FC St. Pauli.

## Biographie

### Carrière en club

#### Formation et débuts en Écosse (Jusqu'à 2020)
Né à Linlithgow en Écosse,, Scott Banks est formé par le Dundee United, où il signe son premier contrat professionnel en 2018.
Il commence ensuite sa carrière professionnelle en prêt avec le Clyde FC, en championnat d'Écosse de quatrième division. Rejoignant le club en deuxième partie de saison 2018-2019, il s'illustre rapidement, permettant à son équipe de monter à l'échelon supérieur,,.
De retour de prêt, Banks intègre l'effectif professionnel à l'intersaison et fait ses débuts avec Dundee United le 12 juillet 2019 lors d'un match de Scottish League Cup contre Heart of Midlothian.
Cependant le mois suivant, à la suite d'un transfert avorté par le club à Crystal Palace, Banks refuse de prolonger son contrat avec le club de Dundee et se retrouve écarté par son entraîneur,.

#### Arrivée à Crystal Palace et prêts au Royaume-Uni (2020-2023)
Banks rejoint finalement Crystal Palace en janvier 2020,, enchaînant ensuite les prêts en deuxième division écossaise, tout en s'illustrant avec les équipes de jeunes du club de Premier league,,,.
Mais c'est en prêt avec Bradford City lors de la saison 2022-2023 de League Two qu'il va le plus nettement se révéler,,,. Banks est alors prêté au FC St. Pauli avec option d'achat pour la saison 2023-24.

#### Premier titre en Allemagne (depuis 2023)
En Allemagne, après seulement trois apparitions en Bundesliga 2, le jeune écossais subit une rupture du ligament croisé qui le maintien hors des terrains pendant la quasi-totalité de la saison,,,.
Il fait son retour avec le club d'Hambourg lors du dernier match de championnat de la saison contre le SV Wehen Wiesbaden, passeur décisif sur le but de Danel Sinani qui offre une victoire 2-1 aux siens, ainsi sacrés champions de deuxième division pour la saison 2023-24,,,.
En juin 2024, il est transféré définitivement au FC St. Pauli, qui s’apprête alors à jouer la Bundesliga,,.

### Carrière en sélection
En septembre 2019, Scott Banks est convoqué pour la première fois avec l'équipe d'Écosse des moins de 19 ans, jouant alors deux matchs amicaux contre le Japon.
Il est ensuite international espoirs avec l'Écosse à partir de 2021,, alors que l'entraîneur des moins de 21 ans gallois Paul Bodin avait également tenté de s'attirer ses services, Banks étant également éligible pour représenter le pays de Galles.

## Palmarès
FC St. Pauli
- Championnat d'Allemagne de deuxième division (1)
  - Champion en 2023-24